# Пилија
Пилија је у грчкој митологији била принцеза, кћерка мегарског краља Пилада (Пила или Пилона).

## Митологија
Пилијом се оженио Пандион. Он је био отац њена четири сина, Егеја, Паланта, Ниса и Лика., мада су љубоморна браћа тврдила да је Лик у ствари ванбрачни Скиријев син.